# 贵州肖笼鸡
贵州肖笼鸡（学名：Strobilanthes darrisii）是爵床科紫云菜属的植物，为中国的特有植物，生长于海拔1,100米的地区，目前尚未由人工引种栽培。

## 别名
兴义顶头马蓝（云南种子植物名录）